# 板見智
板見 智（いたみ さとし、1952年8月3日 - ）は、日本の医学者、皮膚科医。元大阪大学教授、大分大学客員教授、日本臨床毛髪学会顧問。鳥取県米子市出身。毛髪研究の第一人者である。日本テレビ系教養バラエティ番組世界一受けたい授業に出演。
鳥取県立米子東高等学校校長、米子市教育長などを務めた板見甲子夫の二男。

## 略歴
- 1971年 - 鳥取県立米子東高等学校卒業
- 1978年 - 大阪大学医学部医学科卒業 大阪大学医学部附属病院皮膚科研修医
- 1980年 - 大分医科大学皮膚科助手
- 1982年 - マイアミ大学皮膚科学教室研究員
- 1985年 - 学位論文「An androgen-dependent pilosebaceous tumor spontaneously developed in the Japanese house musk shrew Suncus murinus(リュウキュウジャコウネズミに自然発生した男性ホルモン依存性毛包脂腺系腫瘍)」 で大阪大学より医学博士の学位を取得
- 1985年 - 大分医科大学皮膚科講師
- 1993年 - 大分医科大学皮膚科助教授
- 1995年 - 大阪大学医学部皮膚科助教授
- 1998年 - 大阪大学大学院医学系研究科皮膚科学助教授（改組による）
- 2006年 - 大阪大学大学院医学系研究科皮膚・毛髪再生医学寄附講座 教授[3]
- 2018年 退官
- 2018年- 大分大学客員教授